# ITunes Session
iTunes Session je EP americké indie rockové skupiny Imagine Dragons. Bylo vydáno dne 28. května 2013 přes vydavatelství KIDinaKORNER a Interscope.

## Seznam skladeb
| Pořadí         | Název          | Délka |
| -------------- | -------------- | ----- |
| 1.             | It's Time      | 4:05  |
| 2.             | Radioactive    | 4:21  |
| 3.             | Amsterdam      | 3:52  |
| 4.             | 30 Lives       | 3:19  |
| 5.             | Destination    | 3:53  |
| Celková délka: | Celková délka: | 19:30 |

## Umístění v žebříčkách
| Hitparáda (2013)      | Nejvyšší umístění |
| --------------------- | ----------------- |
| Billboard 200         | 56                |
| Billboard Rock        | 17                |
| Billboard Alternative | 13                |

## Datum vydání
| Oblast                 | Datum           | Formát     | Vydavatelství      |
| ---------------------- | --------------- | ---------- | ------------------ |
| Kanada                 | 28. května 2013 | ke stažení | Interscope Records |
| Mexiko                 | 28. května 2013 | ke stažení | Interscope Records |
| Spojené státy americké | 28. května 2013 | ke stažení | Interscope Records |
| Austrálie              | 29. května 2013 | ke stažení | Interscope Records |
| Belgie                 | 29. května 2013 | ke stažení | Interscope Records |
| Francie                | 29. května 2013 | ke stažení | Interscope Records |
| Německo                | 29. května 2013 | ke stažení | Interscope Records |
| Nový Zéland            | 29. května 2013 | ke stažení | Interscope Records |
| Spojené království     | 29. května 2013 | ke stažení | Interscope Records |